# Brzeście (Mazovie)
Pour les articles homonymes, voir Brzeście.
Brzeście (prononciation : [ˈbʐɛɕt͡ɕɛ]) est un village polonais de la gmina de Baboszewo dans le powiat de Płońsk de la voïvodie de Mazovie dans le centre-est de la Pologne.
Il se situe à environ 3 kilomètres au sud-ouest de Baboszewo (siège de la gmina), 10 kilomètres à l'ouest de Płońsk (siège du powiat) et à 72 kilomètres au nord-ouest de Varsovie (capitale de la Pologne).

## Histoire
De 1975 à 1998, le village appartenait administrativement à la voïvodie de Ciechanów.